# L'amante di Gramigna
L'amante di Gramigna è una novella di Giovanni Verga, contenuta in Vita dei campi del 1880. Ha la forma di una lettera scritta a Salvatore Farina, e se ne parla come di un « abbozzo di racconto ». Nel 1969 Carlo Lizzani ne ha realizzato una trasposizione cinematografica. La novella è principalmente ambientata a Palagonia e a Licodia Eubea dove il Verga cita gli ori della Santa patrona di Licodia, Margherita V. M, e lo stendardo portato per la città durante la festa patronale.
L'incipit del racconto, in cui l'autore si rivolge a Salvatore Farina, rappresenta un'emblematica dichiarazione di poetica, vera e propria definizione del verismo; è l'idea che l'opera letteraria deve rappresentare oggettivamente la realtà e sembrare « essersi fatta da sé », senza che appaia la mano dell'autore.

## Trama
Peppa è un'aggraziata ragazza di Licodia, in procinto di convolare a nozze con compare Finu, detto « candela di sego », il « miglior partito del villaggio ». Nello stesso periodo imperversa in quelle terre il brigante Gramigna (così soprannominato perché selvatico e robusto come l'erba omonima), che semina il panico ed è braccato da carabinieri e compagni d'armi. 
Un giorno, Peppa dice a compare Finu di non volerlo più sposare, perché è innamorata di Gramigna, nonostante non l'abbia mai visto. La madre la rinchiude allora in casa, ma quando viene a sapere che il brigante è stato individuato e forse ucciso a Palagonia, Peppa scappa e raggiunge Gramigna sui monti. Lo trova e lo aiuta nella fuga finché vengono entrambi catturati. Liberata, si rinchiude in casa della madre con il figlio avuto dal brigante. Alla morte dell'anziana donna, Peppa si reca nella città in cui era imprigionato Gramigna, dopo aver lasciato il figlio in orfanotrofio. Qui lavora come sguattera, anche dopo aver saputo che il brigante era stato portato « di là del mare ».

## Curiosità
- Prima del 1943, e quindi prima della realizzazione del film Ossessione, Luchino Visconti, con Gianni Puccini, Giuseppe De Santis e Mario Alicata, aveva tentato di varare un film tratto da un racconto di Verga imperniato sulla vicenda di un contadino che alla fine del secolo scorso diventa bandito, basato su L'amante di Gramigna. Tuttavia, a sceneggiatura ultimata, il Ministero della cultura popolare nella persona di Pavolini non gli diede il permesso di farlo, anzi Pavolini di suo pugno scrisse sulla copertina della sceneggiatura: "Basta con i banditi!".